# Ouvrage d'Arrondaz
L'ouvrage d'Arrondaz est une fortification faisant partie de la ligne Maginot, située sur la commune de Modane dans le département de la Savoie.
Il s'agit d'un petit ouvrage d'infanterie, chargé avec l'aide de l'artillerie de ses voisins l'ouvrage du Pas-du-Roc et l'ouvrage du Sapey d'interdire le débouché du col du Fréjus par le col d'Arrondaz. Construit pendant les années 1930, il a été bombardé et attaqué par les troupes italiennes lors des combats de juin 1940. Abandonné par l'Armée française après-guerre, il se trouve aujourd'hui partiellement recouvert par les terrassements du domaine skiable de la station de Valfréjus.

## Description

### Position sur la ligne
L'ouvrage fait partie du secteur fortifié de la Savoie, dans le sous-secteur chargé de la défense de la vallée de la Maurienne. Les fortifications doivent y bloquer les deux routes d'accès : celle passant par le col du Mont-Cenis, et celle par le col du Fréjus. Il y a d'abord une ligne d'avant-postes, très proche de la frontière franco-italienne, avec derrière elle la « ligne principale de résistance », composées d'ouvrages bétonnés plus puissants. Le passage par la route du Fréjus était défendu par les fortifications du « quartier des Cols Sud » (une subdivision du sous-secteur) : il s'agit des avant-postes de Vallée-Étroite, de la Roue et du Fréjus, avec juste derrière eux les ouvrages du Lavoir, du Pas-du-Roc et d'Arrondaz, ces trois ouvrages pouvant se couvrir mutuellement grâce à leur armement.
L'ouvrage d'Arrondaz est aménagé sur le col d'Arrondaz à 2 512 mètres d'altitude, en bordure de la route passant entre le rocher d'Arrondaz (qui monte jusqu'à 2 599 mètres) et le sommet de Punta Bagna (qui culmine à 2 731 m).

### Souterrains
Comme tous les autres ouvrages de la ligne Maginot, celui d'Arrondaz est conçu pour résister à un bombardement d'obus de gros calibre. Les organes de soutien sont donc aménagés en souterrain, creusés sous plusieurs mètres de roche, tandis que les organes de combat, dispersés en surface sous forme de blocs, sont protégés par d'épais cuirassements en acier et des couches de béton armé. L'ouvrage n'a pas été achevé, faute de financement.
L'ouvrage est subdivisé en deux parties, sans liaison souterraine entre elles, de part et d'autre de la route (une galerie de communication était prévue, mais ne fut pas construite faute de financement). Dans la partie principale, au sud-ouest, les galeries sont aménagées en caserne, reliant les différents blocs. Le chauffage était confié à une chaudière au bois ou au charbon, ainsi qu'à une série de radiateurs. Il n'y a pas de groupe électrogène, l'éclairage dépendait de lampes à bougie ou à pétrole, tandis que l'installation de ventilation fonctionne avec un pédalier ; il n'y a pas de filtre à air.
L'alimentation en eau (nécessaire pour refroidir les armes, ainsi que pour la cuisine et la boisson de l'équipage) est assurée par une source captée, avec stockage dans une citerne métallique de 2 000 litres.

### Blocs
En surface, les blocs sont dispersés pour réduire leur vulnérabilité aux bombardements. Chaque bloc de combat dispose d'une certaine autonomie, avec ses propres magasins à munitions, sa salle de repos, ainsi que son système de ventilation. Étant donné que les positions de mise en batterie pour de l'artillerie lourde sont rares en montagne, le niveau de protection est moins important que dans le Nord-Est (les ouvrages construits en Alsace, en Lorraine et dans le Nord). Dans le Sud-Est (les Alpes), les dalles des blocs font 2,5 mètres d'épaisseur (théoriquement à l'épreuve de deux coups d'obus de 300 mm), les murs exposés 2,75 m, les autres murs, les radiers et les planchers un mètre. L'intérieur des dalles et murs exposés est en plus recouvert de cinq mm de tôle pour protéger le personnel de la formation de ménisque (projection de béton à l'intérieur, aussi dangereux qu'un obus). L'ensemble est ceinturé par un réseau de fils de fer barbelés.
Le demi-ouvrage sud-ouest (appelé « ouvrage mitrailleuses ») comporte un bloc d'entrée, défendu par un fusil mitrailleur (FM) tirant à travers la porte blindée. Le bloc 1 est une casemate avec en façade deux créneaux pour jumelage de mitrailleuses pointés avec le vallon du Fréjus, dans l'axe de la route. Le bloc 2 participe à la défense des abords avec un créneau pour FM, tandis que son équipement principal est une cloche observatoire par éléments (plus facilement transportable lors de la construction). Une petite sortie de secours se trouve en arrière, avec un FM de porte.
Le demi-ouvrage nord-est (appelé « ouvrage Stokes », en référence au mortier Stokes) devait se trouver de l'autre côté de la route, à une vingtaine de mètres (sous la piste de ski qui descend de Punta Bagna). Il devait servir d'abri, avec deux petits blocs d'entrée et une série de galeries les reliant, son équipage devant servir des mortiers mis en batterie à l'air libre.

### Armement
Les armes étaient chacune protégée par une trémie blindée et étanche (pour la protection contre les gaz de combat). Elles tirent toutes la cartouche de 7,5 mm à balle lourde (modèle 1933 D de 12,35 g au lieu de 9 g pour la modèle 1929 C).
Les mitrailleuses étaient des MAC modèle 1931 F, montées en jumelage (JM) pour pouvoir tirer alternativement, permettant le refroidissement des tubes. La portée maximale est théoriquement de 4 900 mètres (sous un angle de 45°, mais la trémie limite le pointage en élévation à 15° en casemate), la hausse est graduée jusqu'à 2 400 mètres et la portée utile est plutôt de 1 200 mètres. Les chargeurs circulaires pour cette mitrailleuse sont de 150 cartouches chacun, avec un stock de 50 000 cartouches pour chaque jumelage. La cadence de tir théorique est de 750 coups par minute, mais elle est limitée à 450 (tir de barrage, avec trois chargeurs en une minute), 150 (tir de neutralisation et d'interdiction, un chargeur par minute) ou 50 coups par minute (tir de harcèlement, le tiers d'un chargeur). Le refroidissement des tubes est accéléré par un pulvérisateur à eau ou par immersion dans un bac.
Les FM étaient des MAC modèle 1924/1929 D, dont la portée maximale est de 3 000 mètres, avec une portée pratique de l'ordre de 600 mètres. L'alimentation du FM se fait par chargeurs droits de 25 cartouches, avec un stock de 7 000 par FM de casemate et 1 000 pour un FM de porte. La cadence de tir maximale est de 500 coups par minute, mais elle est normalement de 200 à 140 coups par minute,.

## Histoire

### Construction
Le premier projet d'ouvrage date du 30 août 1930, prévoyant deux blocs de part et d'autre du col : le premier avec deux créneaux pour mortiers de 81 mm ainsi que l'entrée, le second avec créneaux de mitrailleuse, les deux blocs tirant vers le col du Fréjus. Les études suivantes subdivisent l'ouvrage en deux petits demi-ouvrages. En mars 1932, la roche friable (de la cargneule très brèchique) entraîne l'abandon du projet de bloc pour cloche GFM.
L'ouvrage a été finalement construit à partir de 1934 par la main-d'œuvre militaire (MOM : détachements du 71e BAF encadrés par des spécialistes du génie), alors que la majorité des autres ouvrages l'ont été par des entreprises privées, ce qui a permis de faire des économies. Comme plusieurs éléments n'ont pas été achevés, le coût total a été limité à environ 800 000 francs.

### Guerre mondiale
L'ouvrage est occupée par son équipage de la fin d'août 1939, jusqu'à l'été 1940.
En juin 1940, l'ouvrage est visé par l'artillerie lourde italienne : des impacts d'obus de 149 mm ont égratigné le béton. Lors de la nuit du 21 au 22 juin, l'ouvrage demande le soutien des mortiers de l'ouvrage du Pas-du-Roc (sous forme d'un tir d'arrêt directement sur Arrondaz) vers 3 h du matin. Plus tard dans la journée, les mitrailleuses et les mortiers tirent pour soutenir l'avant-poste de Fréjus. Le 23 juin, dans l'obscurité, sous une chute de neige et dans le brouillard, les guetteurs aperçoivent des fantassins italiens à proximité, ce qui déclenche les tirs d'arrêt du Pas-du-Roc (bloc 4 : deux mortiers de 81 mm), puis les tirs de harcèlement de l'ouvrage du Sapey (bloc 4 : deux obusiers de 75 mm modèle 1929) de 4 h 20 à 5 h 30. Les tirs reprennent à partir de 21 h, d'abord les mortiers de Pas-du-Roc puis les canons du Sapey (246 obus jusqu'à 0 h 10).
L'ouvrage est désarmé puis évacué entre la fin du mois de juin et le début de juillet 1940, en application de l'armistice du 24 juin 1940, car l'ouvrage se trouve dans la zone démilitarisée qui longe la petite zone d'occupation italienne en France (comme tous les ouvrages du Sud-Est).
Pendant l'hiver 1944-1945, l'ouvrage a été occupé par les troupes de montagne allemandes, l'utilisant comme abri jusqu'à leur repli par le col du Fréjus en avril 1945.

### Après-guerre
En 1968, un téléski a été construit de part et d'autre du col d'Arrondaz, sur les deux versants : il reliait les Chalets d'Arrondaz au nord (relié par télécabine au hameau de Charmaix, devenu la station de Valfréjus) au Pas du Roc au sud-ouest. En 1985, le téléski est remplacé par un télésiège, avec une aire de débarquement sur le col.
En 2013, la liaison entre le col et les Chalets (le télésiège du Col 1) est démontée, tandis qu'un nouveau télésiège est installé entre le col et le Pas du Roc (le télésiège du Col 2). Les travaux comportent des terrassements sur le col, avec une recharge en matériaux : le bloc d'entrée et la sortie de secours est désormais ensevelie, les blocs 1 et 2 le sont à moitié, en contrebas de l'aire, le bloc 1 accueillant une installation électrique du télésiège.